# Петро (Ґаладза)
Петро Ґаладза (5 травня 1955) — канадський греко-католицький священник і теолог. Він є почесним директором і почесним професором літургіки в Інституті східнохристиянських наук імені митрополита Андрея Шептицького на факультеті богослов’я Університетського коледжу Святого Михайла, Торонто, Канада, а також викладачем факультету післядипломних студій Торонтської теологічної школи. У 2003-2004 роках він був науковим співробітником Центру візантійських досліджень Гарвардського університету в Думбартон-Овкс. У 2007 році він отримав великий трирічний ґрант від Ради соціальних і гуманітарних наук Канади (SSHRC) на дослідження українських літургійних рукописів, деякі зі стародруків з колекції Інституту Східньо-Християнських наук імені митрополита Андрея Шептицького в Торонто виставлялися в 2022-23 роках у бібліотеці Джона М. Келлі. З 2010 по 2012 рік він був президентом Міжнародного товариства східної літургіки, заснованого Робертом Ф. Тафтом, SJ.
Ґаладза був серед канадців, що потрапили під санкції Росії у зв’язку з вторгненням РФ в Україну 21 квітня 2022 року.

## Біографія
Ґаладза навчався в Університеті Макґілла в Монреалі, в Університетському коледжі Святого Михайла в Університеті Торонто (бакалавр 1976), в Католицькій богословській спілці в Чикаго (M.Div. 1981) та в Університеті Нотр-Дам в Саут-Бенді, Індіана (магістр літургії 1988). Він здобув ступінь доктора філософії в богослов'ї в коледжі Університету Святого Михайла в Університеті Торонто в 1994 році. Його висвятив на священника Патріарх Йосиф Сліпий у Лазареву суботу 18 квітня 1981 року в монастирі Св. Теодора Студита в Кастель-Ґандольфо, Італія. Між 1994 і 2005 роками він був редактором журналу східних християнських студій Logos. З 2014 року є головним редактором журналу, а також виконувачем обов'язків директора Інституту Митрополита Андрея Шептицького. Одружений з Оленкою Ганушевською-Ґаладзою. У них троє дітей: Данило, Марійка та Іванка.
Протягом 1999-2000 навчального року Ґаладза виконував обов’язки декана Львівської богословської академії в Україні (з 2002 р. – Український Католицький Університет), за що був нагороджений коштовним наперсним хрестом кардинала Любомира Гузара. Кілька років був директором Інституту літургіки Українського католицького університету. У 1999 році став першим директором Інституту. У 2011 році його обрали науковим співробітником Центру досліджень релігії (CREOR) при Університеті Макґілла.

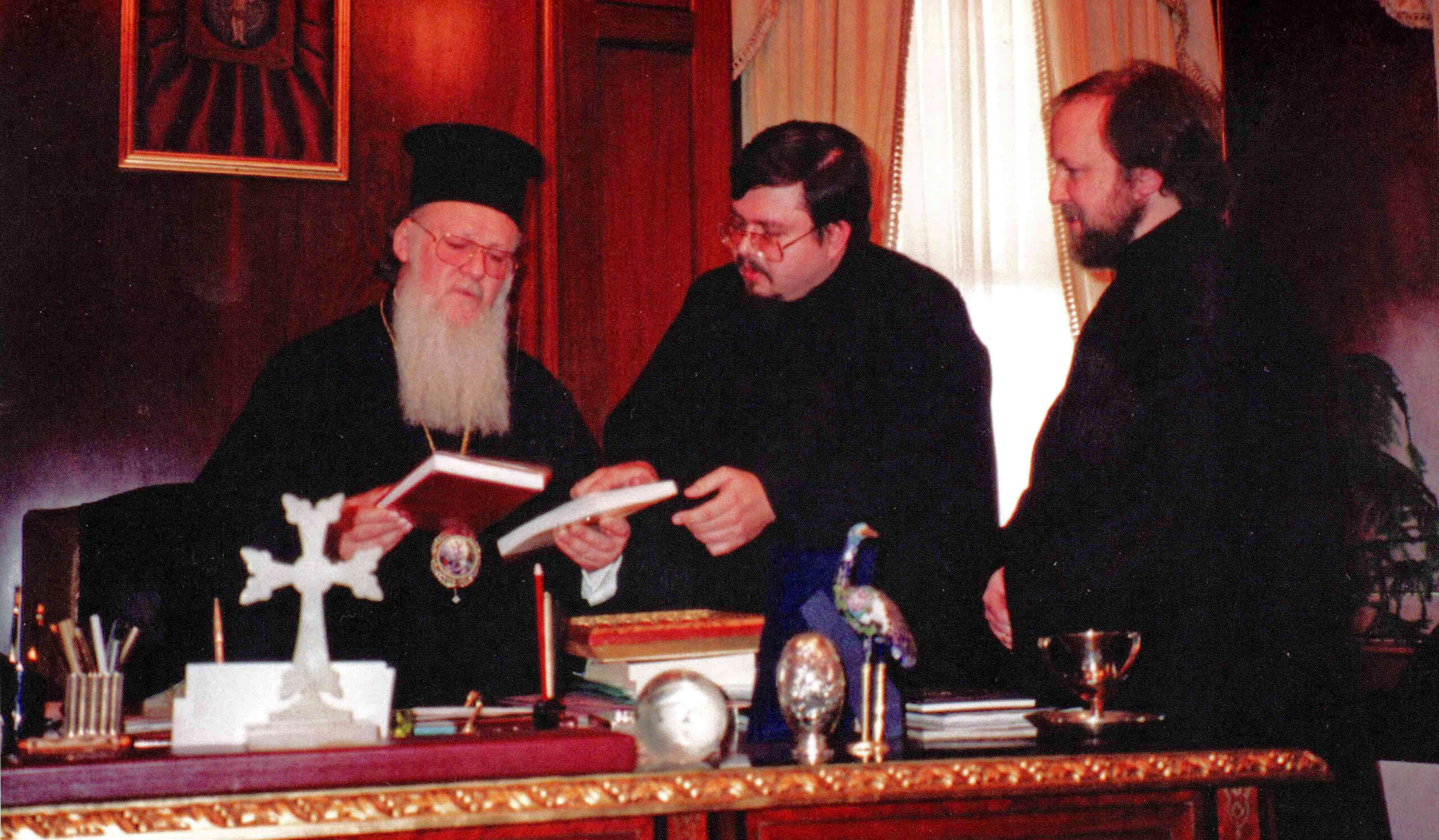
Патріарх Константинопольський Варфоломій, оо. Андрій Чировський та Петро Ґаладза

Думки Ґаладзи в галузі літургійної реформи є предметом розділу під назвою «La riforma liturgica nel pensiero di P. Galadza» у книзі літургіста Марселя Мойзеша «Il movimento liturgico nelle Chiese bizantine», Bibliotheca «Ephemerides Liturgicae» Subsidia 132 (Рим, 2005).

### Відео
Деякі з лекцій і презентацій Ґаладзи можна переглянути на YouTube.

## Вибрана бібліографія
- Theology and Liturgic Work of Andrei Sheptytsky, Orientalia Christiana Analecta 272, Рим, 2004 ()
- Божественна Літургія: Антологія для богослужіння, Оттава, 2004 ()
- Unité en division: Les lettres de Lev Gillet («Un moine de l'Eglise d'Orient») à Andrei Cheptytsky – 1921-1929, Parole et Silence, 2007 ()
- Galadza, Peter (2007). Eastern Catholic Christianity. The Blackwell Companion to Eastern Christianity. Malden, MA: Blackwell Publishing. с. 291—318. ISBN 9780470766392.
- Archbishop Andrei Sheptytsky and the Ukrainian Jewish Bond, Ottawa and Toronto: Ukrainian Jewish Encunter, 2014 ()